# Mordellistena gigas
Mordellistena gigas är en skalbaggsart som beskrevs av Liljeblad 1917. Mordellistena gigas ingår i släktet Mordellistena och familjen tornbaggar. Inga underarter finns listade i Catalogue of Life.